# Fran Kušan
Dr sc. Fran Kušan (Vučja Luka, Sarajevo, 18. listopada 1902. – Zagreb,  21. svibnja 1972.), bio je hrvatski biolog, botaničar, planinar, putopisac, rodom iz BiH.

## Životopis
Rodio se u Vučjoj Luci kod Sarajeva. U Sarajevu je završio osnovnu školu i klasičnu gimnaziju. Studirao je prirodopis u Zagrebu na Filozofskom fakultetu. Doktorirao je botaniku na temu "Predradnje za floru lišajeva Hrvatske".
Imao je viziju osnovati botaničke vrtove diljem Hrvatske u kojima bi se skupilo bogatu floru hrvatskih planina. Njegovom zaslugom 1939. osnovan je planinski botanički vrt na Sljemenu, čijim je bio ravnateljem. Osnovao je 1947. Botanički vrt ljekovitoga bilja koji je u sastavu je Farmaceutsko-biokemijskoga fakulteta Sveučilišta u Zagrebu. Danas se taj vrt zove po njemu. 1967. je osnovao botanički vrt u Modrić-docu podno Zavižana.
Pisao je za Šumarski list i za list Hrvatski planinar u kojem je objavio 38 članaka. Pisao je o planinarskoj terminologiji na hrvatskom jeziku, opisivao je Makedoniju, Bugarsku, Crnu Goru, Albaniju, Grčku. Bio je glavni urednik Hrvatskog planinara (1935. – 1939.). 
Obnašao je dužnost predstojnika Zavoda za farmaceutsku botaniku Farmaceutsko-biokemijskoga fakulteta Sveučilišta u Zagrebu u čijem sastavu je njegov Botanički vrt ljekovitog bilja. Nakon Kušanove smrti, dužnost je predstojnika preuzeo kolega Zlatan Martinis.
Iako je postigao neosporno vrijedne radne uspjehe i zasluge, nije dobio brojna službena priznanja koja su u ono vrijeme bila uobičajena. Razlog je bio što je Fran Kušan bio izrazito hrvatske opredijeljenosti.

## Vanjske poveznice
- Fran Kušan Hrvatska tehnička enciklopedija, portal hrvatske tehničke baštine. LZMK